# Janusz Sołtys (1893–1936)
Janusz Kazimierz Sołtys (ur. 20 lutego 1893 w Kluczborku, zm. 1 grudnia 1936 we Lwowie) – kapitan rezerwy artylerii Wojska Polskiego, kawaler Orderu Virtuti Militari.

## Życiorys
Urodził się 20 lutego 1893. Na rodzinnym Śląsku rozpoczął edukację, którą kontynuował we Lwowie. Tam ukończył gimnazjum i Politechnikę Lwowską. Działał w Związku Strzeleckim.
Po wybuchu I wojny światowej wstąpił do Legionów Polskich. Służył w 1 pułku artylerii oraz w I Brygadzie. U kresu wojny w listopadzie 1918 brał udział w obronie Lwowa w trakcie wojny polsko-ukraińskiej jako podchorąży w: Odcinek I, Pododcinek Szkoła Kadecka. Po odzyskaniu przez Polskę niepodległości został przyjęty do Wojska Polskiego. Brał udział w wojnie polsko-bolszewickiej i w powstaniach śląskich, w którym wspólnie wraz z braćmi Bogdanem i Miłoszem. Został awansowany do stopnia kapitana rezerwy artylerii ze starszeństwem z dniem 1 czerwca 1919. W 1923, 1924 był oficerem rezerwowym 1 pułku artylerii polowej Legionów w garnizonie Wilno.
W okresie II Rzeczypospolitej był działaczem społecznym i pracownikiem samorządu na Śląsku. Był dyrektorem administracyjnym w szpitalu dla umysłowo chorych w Rybniku.
Pod koniec 1936 uległ nieszczęśliwemu wypadkowi, po którym przebywał na leczeniu we Lwowie. Tam zmarł 1 grudnia 1936. Został pochowany na Cmentarzu Obrońców Lwowa 4 grudnia 1936.
Był żonaty, miał syna.

## Odznaczenia i ordery
- Krzyż Srebrny Orderu Virtuti Militari
- Krzyż Niepodległości
- Krzyż Walecznych – czterokrotnie
- Krzyż Obrony Lwowa
- Odznaczenia śląskie.